# Strona (rivière)
Pour les articles homonymes, voir Strona (homonymie).
La Strona est une rivière de 28 km de long qui coule dans la région du Piémont en Italie du nord. Elle est le principal affluent du Toce.

## Parcours
- Source
- Confluence avec la Nigoglia
- Confluence avec le Toce

Elle est originaire du lac près du mont Capezzone à 2 100 m et parcourt la vallée éponyme et baigne les municipalités de Valstrona, Massiola, Quarna Sopra, Loreglia, Germagno.
Elle reçoit les eaux du lac d'Orta par l'intermédiaire de la Nigoglia en rive droite. Avant l'inondation de 1784, la Strona se jetait directement dans le lac Majeur près de Feriolo, à l'emplacement du cours de l'actuelle Stronetta (it).

## Source de la traduction
- (it) Cet article est partiellement ou en totalité issu de l’article de Wikipédia en italien intitulé « Strona (affluente del Toce) » (voir la liste des auteurs).

1. ↑   Omegna - Varallo - Lago d'Orta, carte Kompass 1:50.000 n.97